# مكاو الرأس الأحمر
مكاو الرأس الأحمر (بالإنجليزية: Red-headed macaw)‏ أو مكاو أخضر أصفر من المحتمل أنه كان نوع من الببغاء في فصيلة ببغائية عشات في جامايكا، لكن وجوده افتراضي.

## الوصف
ركز روثستشايلد وصفه علي وصف أرسله أستاذ هيل إلي فيليب هنري غوس :
من الممكن أنه عُثر علي مكاو الرأس الأحمر في أبرشيات جبال تريلاوني وسانت آني بجامايكا. وُصف أنه يمكن رؤيته في الجبال، ومن المحتمل في الغابات أيضًا.

## الانقراض
يعتقد أن السبب الأساسي لانقراض هذا المكاو هو رد فعله اللامبالي تجاه الطلقات النارية والأسهم.
إن المكاو منقرض، ويُعتقد أنه تم اصطياده حتى الانقراض في بداية القرن ال19. كان علي صلة بالمكاو الكوبي والدومينيكي.يعد وجوده اليوم مشكوك فيه.